# Василенко Олександр Миколайович (театральний діяч)
Олександр Миколайович Василе́нко (справжнє прізвище Десятников; 1832, Полтавська губернія — дата смерті невідома) — український театральний актор, режисер, антрепренер, драматург.

## Біографія
Народився у 1832 році на Полтавщині. Протягом 1880—1900 років мав власну трупу, в складі якої у 1900 році у Черкасах виступала Марія Заньковецька.

## Творчість
Автор п'єс
- «Кругла сирота» (1884);
- «Маруся Кочубей і Мазепа» (1900);
- «У черкеській неволі» (1900).

Виконав ролі
- Виборний («Наталка Полтавка» Івана Котляревського);
- Воронов («Доки сонце зійде, роса очі виїсть» Марка Кропивницького).

У 1914 році переклав п'єси «Ревізор» Миколи Гоголя та «Влада темряви» (під назвою «Воля темряви») Льва Толстого. 